# Le Rozier
Le Rozier település Franciaországban, Lozère megyében. Lakosainak száma 128 fő (2022. január 1.). Le Rozier Mostuéjouls, Peyreleau és Saint-Pierre-des-Tripiers községekkel határos.

## Népesség
A település népességének változása:
| Lakosok száma | 118  | 111  | 157  | 150  | 150  | 141  | 132  | 133  | 132  | 128  |
|               | 1968 | 1982 | 1990 | 2006 | 2013 | 2015 | 2017 | 2019 | 2020 | 2022 |